# St. Peter und Paul (Hofheim am Taunus)

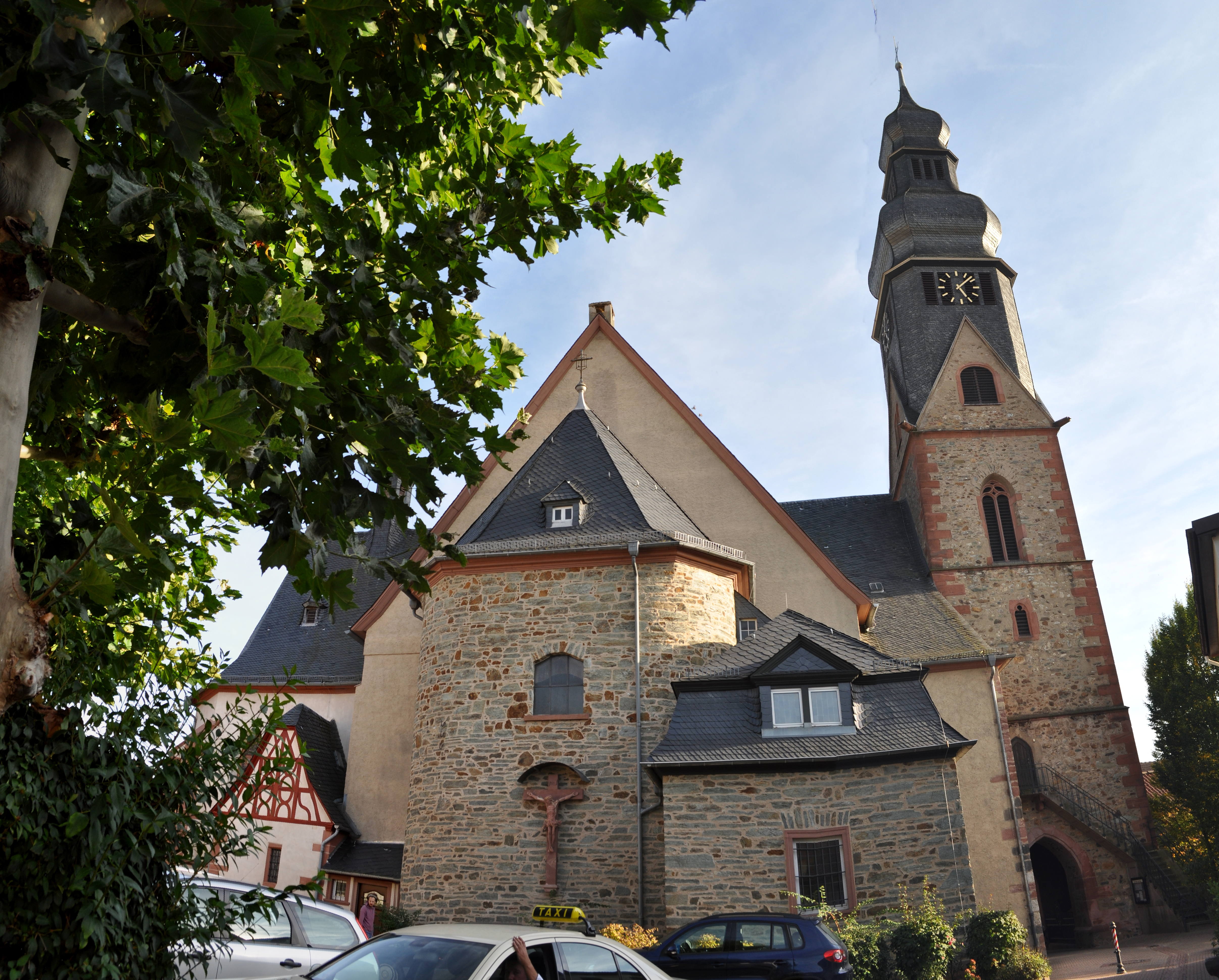
St. Peter und Paul (Hofheim am Taunus)

Die römisch-katholische, denkmalgeschützte Kirche St. Peter und Paul steht in der Kreisstadt Hofheim am Taunus im Main-Taunus-Kreis in Hessen. Die Kirchengemeinde gehört zum Pastoralen Raum Hofheim-Kriftel im Kirchenbezirk Main-Taunus der Bistums Limburg.

## Beschreibung
Die ursprüngliche, geostete Saalkirche aus dem 15. Jahrhundert wurde 1753/54 im Stil des Barock vergrößert, nur der Kirchturm und der Chor aus einem Joch und 5/8-Schluss, auf dem sich ein Dachreiter befindet, blieben erhalten. Das barocke Kirchenschiff zwischen Kirchturm und gotischem Chor wurde 1923 bis 1927 durch ein großes, quergelagertes, Langhaus mit drei Kirchenschiffen und einem Chor im Norden im neobarocken Baustil nach einem Entwurf von Ludwig Becker ersetzt. Der bis dahin achteckige Helm des Kirchturms wurde durch eine Haube ersetzt. Der Altar steht heute im Schnittpunkt der beiden Achsen zwischen Turm und gotischem  Chor. Eine Immaculata stammt von Martin Biterich. Ein Ölbild mit der Beweinung Christi stammt von Ottilie Roederstein.